# Mesophthalma mirita
Mesophthalma mirita är en fjärilsart som beskrevs av Herrich-Schäffer 1853. Mesophthalma mirita ingår i släktet Mesophthalma och familjen Riodinidae. Inga underarter finns listade i Catalogue of Life.